# Mistrovství světa v ledním hokeji 1987
52. Mistrovství světa a 63. mistrovství Evropy se hrálo ve dnech 17. dubna - 3. května 1987 ve Vídni v Rakousku.

## Herní systém
Mistrovství světa bylo rozděleno na dvě části. V první se všech osm účastníků utkalo systémem každý s každým. První čtyři týmy pak postoupily do finálové skupiny, další čtyři do skupiny o udržení. Ve finálové skupině se předchozí výsledky nezapočítávaly, zatímco ve skupině o udržení se započítávaly všechny výsledky z první části. 
Výsledky vzájemných utkání evropských týmů, sehraných v první části, stanovily pořadí mistrovství Evropy. Vítěz finálové skupiny stal mistrem světa, poslední tým ze skupiny o udržení sestupoval do skupiny B.

## Výsledky a tabulky

### Základní část
|    |           | URS  | TCH  | SWE  | CAN | GER | FIN | USA  | SUI  | V | R | P | Skóre | B  |
| 1. | SSSR      | ***  | 6:1  | 4:2  | 3:2 | 7:0 | 4:0 | 11:2 | 13:5 | 7 | 0 | 0 | 48:12 | 14 |
| 2. | ČSSR      | 1:6  | ***  | 3:2  | 1:1 | 5:2 | 5:2 | 4:0k | 5:2  | 5 | 1 | 1 | 24:15 | 11 |
| 3. | Švédsko   | 2:4  | 2:3  | ***  | 4:3 | 3:0 | 1:4 | 6:2  | 12:1 | 4 | 0 | 3 | 30:17 | 8  |
| 4. | Kanada    | 2:3  | 1:1  | 3:4  | *** | 3:5 | 7:2 | 3:1  | 6:1  | 3 | 1 | 3 | 25:17 | 7  |
| 5. | SRN       | 0:7  | 2:5  | 0:3  | 5:3 | *** | 3:1 | 4:6  | 4:3  | 3 | 0 | 4 | 18:28 | 6  |
| 6. | Finsko    | 0:4  | 2:5  | 4:1  | 2:7 | 1:3 | *** | 5:2  | 3:2  | 3 | 0 | 4 | 17:24 | 6  |
| 7. | USA       | 2:11 | 0:4k | 2:6  | 1:3 | 6:4 | 2:5 | ***  | 6:3  | 2 | 0 | 5 | 19:36 | 4  |
| 8. | Švýcarsko | 5:13 | 2:5  | 1:12 | 1:6 | 3:4 | 2:3 | 3:6  | ***  | 0 | 0 | 7 | 17:49 | 0  |

- O umístění na 5. a 6. místě rozhodl vzájemný zápas Německo - Finsko.

K = utkání Československo - USA 4:2 bylo pro doping hráče Scotta Younga (USA) kontumováno 4:0 ve prospěch ČSSR.
 SSSR –  Švýcarsko	13:5 (6:1, 3:2, 4:2)
17. dubna 1987 (10:00) – Vídeň (Wiener Stadthalle)

Branky SSSR: 1:41 Vjačeslav Bykov, 10:07 Valerij Kamenskij, 11:13 Valerij Kamenskij, 16:07 Andrej Chomutov, 17:40 Alexandr Semak, 18:04 Vladimir Krutov, 23:11 Vladimir Krutov, 29:09 Andrej Chomutov, 34:44 Valerij Kamenskij, 48:00 Sergej Starikov, 50:10 Vladimir Krutov, 54:39 Sergej Makarov (lední hokejista)|Sergej Makarov, 59:35 Alexej Gusarov.

Branky Švýcarska: 7:22 Peter Schlagenhauf, 27:08 Reto Dekumbis, 29:39 Peter Jaks, 44:33 Reto Dekumbis, 52:13 Bruno Rogger.

Rozhodčí: Bogdan Tyszkiewicz (POL) – Miroslav Lipina (TCH), Karl Korentschnig (AUT)

Vyloučení: 7:4 (2:0)

Diváků: 2 000
 Švédsko –  SRN		3:0 (2:0, 1:0, 0:0)
17. dubna 1987 (13:00) – Vídeň (Wiener Stadthalle)

Branky Švédska: 5:14 Lars Karlsson, 19:22 Lars Molin, 20:28 Thomas Eklund.

Rozhodčí: Vladimír Šubrt (TCH) – Igor Prusov (URS), Kirill Gerasimov (URS)

Vyloučení: 6:4 (1:0)

Diváků: 4 000
 Československo -  Finsko 	5:2 (3:0, 2:1, 0:1)
17. dubna 1987 (16:00) – Vídeň (Wiener Stadthalle)

Branky a nahrávky Československa: 2:41 Petr Vlk (Mojmír Božik), 15:09 Jiří Šejba (Dušan Pašek, Antonín Stavjaňa), 16:10 David Volek (Miloslav Hořava), 31:13 Miloslav Hořava (Luděk Čajka, Vladimír Růžička), 38:11 Igor Liba (Bedřich Ščerban, Dušan Pašek).

Branky a nahrávky Finska: 39:21 Jarmo Kuusisto (Timo Jutila), 48:28 Timo Jutila (Karl Jalonen).

Rozhodčí: Charlie Banfield (CAN) – Uwe von de Fenn (FRG), Sven-Olof Lundström (SWE)

Vyloučení: 11:12 (2:1)

Diváků: 3 500
ČSSR: Dominik Hašek – Mojmír Božík, Jaroslav Benák, Antonín Stavjaňa, Bedřich Ščerban, Luděk Čajka, Miloslav Hořava – David Volek, Jiří Hrdina, Jiří Doležal – Jiří Šejba, Dušan Pašek, František Černý – Petr Rosol, Vladimír Růžička, Igor Liba – Libor Dolana, Jiří Kučera, Petr Vlk.
Finsko: Jarmo Myllys – Hannu Virta, Arto Ruotanen, Timo Jutila, Jarmo Kuusisto, Teppo Numminen, Pekka Laksola – Jari Torkki, Pekka Järvelä, Risto Kurkinen – Petri Skriko, Risto Jalo, Raimo Summanen – Reijo Mikkolainen, Janne Ojanen, Timo Susi – Karl Jalonen, Christian Ruuttu, Jukka Seppo.
 Kanada –  USA 	3:1 (1:0, 1:0, 1:1)
17. dubna 1987 (19:30) – Vídeň (Wiener Stadthalle)

Branky Kanady: 14:02 Troy Murray, 21:02 Barry Pederson, 52:24 Dan Quinn.

Branky USA: 50:56 Tom Kurvers.

Rozhodčí: Jarmo Jalarvo (FIN) – Lasse Venhenen (FIN), Bernhard Kunz (SUI)

Vyloučení: 4:5

Diváků: 8 000
 Finsko –  Švýcarsko	3:2 (1:1, 2:1, 0:0)
18. dubna 1987 (13:00) – Vídeň (Wiener Stadthalle)

Branky Finska: 5:49 Raimo Summanen, 26:55 Karl Jalonen, 35:13 Risto Kurkinen.

Branky Švýcarska: 2:38 Gaetan Boucher, 29:35 Peter Jaks.

Rozhodčí: Brian Hart (USA) – Michael Hausner (AUT), Miroslav Lipina (TCH)

Vyloučení: 3:4 (2:1)

Diváků: 2 500
 USA –  Švédsko 	2:6 (0:1, 1:4, 1:1)
18. dubna 1987 (16:00) – Vídeň (Wiener Stadthalle)

Branky USA: 29:40 Brian Erickson, 56:12 Ron Wilson.

Branky Švédska: 2:24 Robert Nordmark, 20:44 Bengt Åke Gustafsson, 27:09 Thomas Eklund, 29:21 Matti Pauna, 35:29 Mats Kihlström, 57. Thomas Eklund.

Rozhodčí: Nikolaj Morozov (URS) – Lasse Vanhanen (FIN), Bernhard Kunz (SUI)

Vyloučení: 11:4 (1:2)

Diváků: 2 500
 SRN –  SSSR 	0:7 (0:0, 0:3, 0:4)
18. dubna 1987 (16:00) – Vídeň (Donaupark-WIG Halle)

Branky SSSR: 32:35 Sergej Starikov, 35:32 Vjačeslav Bykov, 38:52 Igor Larionov, 49:35 Jurij Chmylov, 51:52 Sergej Makarov, 55:17 Igor Larionov, 57:04 Vjačeslav Bykov.

Rozhodčí: Charlie Banfield (CAN) – Karl Korentschnig (AUT), Kirill Gerasimov (URS)

Vyloučení: 10:8 (0:3, 0:1)

Diváků: 1 500 <1-- (3.151) --
 Československo -  Kanada 	1:1 (0:0, 0:0, 1:1)
18. dubna 1987 (19:30) – Vídeň (Wiener Stadthalle)

Branky a nahrávky Československa: 42:24 Dušan Pašek (Jiří Hrdina, Miloslav Hořava).

Branky a nahrávky Kanady: 59:45 Anthony Tanti.

Rozhodčí: Ulf Lindgren (SWE) – Uwe von de Fenn (FRG), Sven-Olof  Lundström (SWE)

Vyloučení: 7:7 (1:0)

Diváků: 8 500
ČSSR: Dominik Hašek – Mojmír Božík, Jaroslav Benák, Antonín Stavjaňa, Bedřich Ščerban, Luděk Čajka, Miloslav Hořava – David Volek, Jiří Hrdina, Jiří Doležal – Jiří Šejba, Dušan Pašek, František Černý – Petr Rosol, Vladimír Růžička, Igor Liba – Libor Dolana, Jiří Kučera, Petr Vlk.
Kanada: Sean Burke – Craig Hartsburg, Zarley Zalapski, Bob Rouse, Doug Bodger, Bruce Driver – Dirk Graham, Keith Acton, Dino Ciccarelli – Anthony Tanti, Barry Pederson, Brian Bellows – Kirk Muller, Mike Foligno, Dan Quinn – Kevin Dineen, Troy Murray, Allan Secord.
 Finsko –  SRN		1:3 (1:0, 0:3, 0:0)	
20. dubna 1987 (13:00) – Vídeň (Wiener Stadthalle)

Branky Finska: 17:47 Petri Skriko.

Branky SRN: 26:02 Miroslaw Sikora, 26:43 Udo Kießling, 37:42 Helmut Steiger.

Rozhodčí: Nikolaj Morozov (URS) – Igor Prusov (URS), Kirill Gerasimov (URS)

Vyloučení: 3:4

Diváků: 5 000
 SSSR –  USA 	11:2 (5:1, 4:0, 2:1)
20. dubna 1987 (16:00) – Vídeň (Wiener Stadthalle)

Branky SSSR: 2:31 Anatolij Semjonov, 6:48 Vladimir Krutov, 7:11 Sergej Světlov, 14:46 Sergej Světlov, 15:11 Michail Vasiljev, 21:49 Sergej Světlov, 27:27 Alexej Kasatonov, 36:56 Valerij Kamenskij, 38:20 Anatolij Semjonov, 45:37 Vjačeslav Bykov, 50:18 Vladimir Krutov.

Branky USA: 19:01 Craig Janney, 54:03 Aaron Broten.

Rozhodčí: Jarmo Jalarvo (FIN) – Uwe von de Fenn (FRG), Sven-Olof Lundström (SWE)

Vyloučení: 4:10 (4:1) + Wollanin na 10 min.

Diváků: 4 000
 Kanada –  Švýcarsko	6:1 (2:0, 0:1, 4:0)
20. dubna 1987 (16:00) – Vídeň (Donaupark-WIG Halle)

Branky Kanady: 8:54 Doug Bodger, 16:13 Barry Pederson, 40:47 Anthony Tanti, 44:50 Keith Acton, 47:29 Anthony Tanti, 48:57 Dino Ciccarelli.

Branky Švýcarska: 32:53 Peter Schlagenhauf.

Rozhodčí: Jurij Karandin (URS) – Karl Korentschnig (AUT), Michael Hausner (AUT)

Vyloučení: 9:8 (3:0)

Diváků: 1 000 
 Československo -  Švédsko 	3:2 (2:0, 1:1, 0:1)
20. dubna 1987 (19:30) – Vídeň (Wiener Stadthalle)

Branky a nahrávky Československa: 2:31 Miloslav Hořava (Luděk Čajka), 17:14 Luděk Čajka (Jiří Hrdina, Jiří Doležal), 23:28 Libor Dolana (Petr Vlk, Jiří Kučera).

Branky a nahrávky Švédska: 30:10 Bengt Åke Gustafsson (Håkan Södergren, Håkan Loob), 59:01 Thomas Eklund (Peter Sandström, Anders Eldebrink).

Rozhodčí: Brian Hart (USA) – Lasse Vanhanen (FIN), Bernhard Kunz (SUI)

Vyloučení: 9:10 (1:0)

Diváků: 7 000
ČSSR: Dominik Hašek – Mojmír Božík, Jaroslav Benák, Antonín Stavjaňa, Bedřich Ščerban, Luděk Čajka, Miloslav Hořava – David Volek, Jiří Hrdina, Jiří Doležal – Jiří Šejba, Dušan Pašek, František Černý – Petr Rosol, Vladimír Růžička, Igor Liba – Libor Dolana, Jiří Kučera, Petr Vlk.
Švédsko: Åke Lilljebjörn – Robert Nordmark, Mats Kihlström, Tommy Albelin, Anders Eldebrink, Lars Karlsson, Peter Andersson – Håkan Loob, Bengt Åke Gustafsson, Håkan Södergren – Peter Sundström, Lars Molin, Mikael Andersson – Thomas Eklund, Anders Carlsson, Lars Gunnar Pettersson – Thomas Sandström, Thomas Rundqvist, Matti Pauna.
 SRN –  Kanada 	5:3 (1:0, 3:2, 1:1)
21. dubna 1987 (13:00) – Vídeň (Wiener Stadthalle)

Branky SRN: 4:09 Miroslaw Sikora, 20:09 Helmut Steiger, 23:21 Daniel Held, 30:23 Roy Rödger, 49:24 Harald Kreis.

Branky Kanady: 25:44 Dino Ciccarelli, 37:57 Anthony Tanti, 51:19 Kevin Dineen.

Rozhodčí: Vladimír Šubrt (TCH) – Sven-Olof Lundström (SWE), Michael Hausner (SUI)

Vyloučení: 6:6

Diváků: 4 000
 Švédsko –  Švýcarsko	12:1 (5:0, 5:0, 2:1)
21. dubna 1987 (16:00) – Vídeň (Wiener Stadthalle)

Branky Švédska: 0:29 Thomas Sandström, 3:56 Håkan Södergren, 10:49 Lars Gunnar Pettersson, 13:07 Matti Pauna, 18:04 Mikael Andersson, 21:28 Anders Carlsson, 28:00 Jonas Bergqvist, 29:23 Håkan Södergren, 32:56 Håkan Södergren, 36:40 Anders Eldebrink, 54:25 Peter Sundström, 55:43 Thomas Sandström.

Branky Švýcarska: 44:01 Pietro Cunti.

Rozhodčí: Bogdan Tyszkiewicz (POL) - Igor Prusov (URS), Kirill Gerasimov (URS)

Vyloučení: 5:4

Diváků: 3 000
 USA –  Finsko 	2:5 (0:2, 0:3, 2:0)
21. dubna 1987 (16:00) – Vídeň (Donaupark-WIG Halle)

Branky USA: 41:23 Jimmy Carson, 44:45 Tom Kurvers.

Branky Finska: 2:14 Teppo Numminen, 8:13 Jari Torkki, 29:10 Pekka Järvelä, 29:48 Jari Torkki, 37:49 Pekka Järvelä.

Rozhodčí: Charlie Banfield (CAN) – Miroslav Lipina (TCH), Uwe von de Fenn (GER)

Vyloučení: 9:7 (0:1) + Jim Johnson na 10 min.

Diváků: 1 500
 Československo -  SSSR 	1:6 (0:0, 0:3, 1:3)
21. dubna 1987 (19:30) – Vídeň (Wiener Stadthalle)

Branky a nahrávky Československa: 43:36 Libor Dolana (Drahomír Kadlec).

Brankya nahrávky SSSR: 27:53 Vjačeslav Fetisov (Anatolij Semjonov), 29:46 Igor Larionov (Vladimir Krutov), 39:36 Sergej Starikov, 42:41 Vjačeslav Fetisov, 48:43 Alexej Kasatonov (Sergej Makarov), 56:36 Vjačeslav Bykov (Igor Stělnov).

Rozhodčí: Ulf Lindgren (SWE) – Lasse Vanhanen (FIN), Bernhard Kunz (SUI)

Vyloučení: 6:6 (0:2, 0:1)

Diváků: 8 000
ČSSR: Dominik Hašek (41. Jaromír Šindel) – Antonín Stavjaňa, Bedřich Ščerban, Drahomír Kadlec, Jaroslav Benák, Luděk Čajka, Miloslav Hořava – Libor Dolana, Jiří Kučera, Petr Vlk – David Volek, Jiří Hrdina, Jiří Doležal – František Černý, Dušan Pašek, Jiří Šejba – Rostislav Vlach, Vladimír Růžička, Igor Liba.
SSSR: Jevgenij Bělošejkin – Alexej Kasatonov, Vjačeslav Fetisov, Sergej Starikov, Igor Stělnov, Alexej Gusarov, Vasilij Pěrvuchin – Sergej Makarov, Igor Larionov, Vladimir Krutov - Andrej Chomutov, Vjačeslav Bykov, Valerij Kamenskij – Sergej Světlov, Anatolij Semjonov, Sergej Prjachin – Michail Vasiljev, Alexandr Semak, Jurij Chmylov.
 SSSR –  Finsko 	4:0 (0:0, 2:0, 2:0)	
23. dubna 1987 (13:00) – Vídeň (Wiener Stadthalle)

Branky SSSR: 22:33 Alexej Kasatonov, 25:27 Vladimir Krutov, 42:55 Igor Larionov, 49:14 Sergej Světlov.

Rozhodčí: Vladimír Šubrt (TCH) – Sven-Olof Lundström (SWE), Uwe von de Fenn (FRG)

Vyloučení: 5:5 (1:0)

Diváků: 4 000
 USA –  SRN		6:4 (0:1, 4:0, 2:3)
23. dubna 1987 (16:00) – Vídeň (Wiener Stadthalle)

Branky USA: 22:51 Tony Granato, 29:43 Brian Erickson, 34:48 Brian Leetch, 39:49 Aaron Broten, 42:11 Brian Lawton, 53:09 Kevin Stevens.

Branky SRN: 2:05 Dieter Medicus, 54:20 Georg Holzmann, 57:27 Udo Kießling, 58:09 Udo Kießling.

Rozhodčí: Ulf Lindgren (SWE) – Miroslav Lipina (TCH), Igor Prusov (URS)

Vyloučení: 11:6 (2:2)

Diváků: 4 000
 Československo -  Švýcarsko	5:2 (0:0, 2:2, 3:0)
23. dubna 1987 (16:00) – Vídeň (Donaupark-WIG Halle)

Branky a nahrávky Československa: 27:28 Libor Dolana, 28:58 David Volek, 45:34 Libor Dolana, 50:30 Vladimír Růžička (Jiří Hrdina, Igor Liba), 57:23 Igor Liba.

Branky a nahrávky Švýcarska: 24:10 Thomas Vrabec (Bruno Rogger, Alfred Lüthi), 27:03 Gaetan Boucher.

Rozhodčí: Jarmo Jalarvo (FIN) – Karl Korentschnig (AUT), Michael Hausner (AUT)

Vyloučení: 4:5 (0:1, 1:0)

Diváků: 2 000
ČSSR: Dominik Hašek – Mojmír Božík, Jaroslav Benák, Antonín Stavjaňa, Bedřich Ščerban, Miloslav Hořava, Drahomír Kadlec – David Volek, Jiří Hrdina, Rostislav Vlach – Dušan Pašek, Jiří Šejba, František Černý – Petr Rosol, Vladimír Růžička, Igor Liba – Libor Dolana, Jiří Kučera, Petr Vlk.
Švýcarsko: Olivier Anken – Andreas Ritsch, Bruno Rogger, Jakob Kölliker, Fausto Mazzoleni, Eduard Rauch, Marco Müller, Sandro Bertaggia – Jörg Eberle, Alfred Lüthi, Thomas Vrabec – Peter Jaks, Gaetan Boucher, Reto Dekumbis – Manuele Celio, Pietro Cunti, Roman Wäger – Gil Montandon, Peter Schlagenhauf.
 Švédsko –  Kanada 	4:3 (0:1, 3:0, 1:2)
23. dubna 1987 (19:30) – Vídeň (Wiener Stadthalle)

Branky Švédska: 20:39 Tommy Albelin, 30:34 Mikael Andersson, 32:22 Mats Kihlström, 45:15 Håkan Loob.

Branky Kanady: 17:54 Brian Bellows, 41:39 Anthony Tanti, 50:24 Kevin Dineen.

Rozhodčí: Nikolaj Morozov (URS) – Lasse Vanhanen (FIN), Bernhard Kunz (SUI)

Vyloučení: 10:8 (2:1, 1:0)

Diváků: 8 000
 Finsko –  Švédsko 	4:1 (0:0, 1:1, 3:0)
24. dubna 1987 (16:00) – Vídeň (Wiener Stadthalle)

Branky Finska: 21:41 Pekka Järvelä, 41:20 Janne Ojanen, 55:09 Janne Ojanen, 57:34 Teppo Numminen.

Branky Švédska: 33:37 Mikael Andersson.

Rozhodčí: Vladimír Šubrt (TCH) – Miroslav Lipina (TCH), Igor Prusov (URS)

Vyloučení: 10:7 (0:0, 1:0)

Diváků: 7 500
 SSSR –  Kanada 	3:2 (1:1, 1:1, 1:0)
24. dubna 1987 (19:30) – Vídeň (Wiener Stadthalle)

Branky SSSR: 9:32 Valerij Kamenskij, 21:58 Sergej Makarov, 55:30 Vladimir Krutov.

Branky Kanady: 9:47 Dino Ciccarelli, 36:49 Kirk Muller.

Rozhodčí: Brian Hart (USA) – Lasse Vanhanen (FIN), Bernhard Kunz (SUI)

Vyloučení: 8:8 (1:0)

Diváků: 9 500
 USA –  Švýcarsko	6:3 (2:0, 1:1, 3:2)
25. dubna 1987 (16:00) – Vídeň (Wiener Stadthalle)

Branky USA: 6:37 Edward Olczyk, 10:22 Clark Donatelli, 32:53 Brian Erickson, 43:29 Bobby Carpenter, 44:36 Jimmy Carson, 51:02 Mark Johnson.

Branky Švýcarska: 34:07 Jakob Kölliker, 45:15 Alfred Lüthi, 58:54 Reto Dekumbis.

Rozhodčí: Vladimír Šubrt (TCH) – Karl Korentschnig (AUT), Michael Hausner (AUT)

Vyloučení: 8:3 (0:1)

Diváků: 2 000
 Československo -  SRN		5:2 (1:0, 1:2, 3:0)
25. dubna 1987 (19:30) – Vídeň (Wiener Stadthalle)

Branky a nahrávky Československa: 2:48 Vladimír Růžička (Bedřich Ščerban, Jiří Šejba), 21:57 Petr Rosol (Vladimír Růžička), 51:19 Dušan Pašek (Jaroslav Benák, Jiří Šejba), 51:36 Libor Dolana (Jiří Kučera), 54:49 Jiří Hrdina (Vladimír Růžička, Igor Liba).

Branky a nahrávky SRN: 30:19 Gerd Truntschka (Udo Kießling), 33:18 Manfred Wolf (Georg Holzmann, Daniel Held).

Rozhodčí: Charlie Banfield (CAN) – Igor Prusov (URS), Kirill Gerasimov (URS)

Vyloučení: 2:5 (2:0) + Jiří Kučera na 5 min.

Diváků: 7 000
ČSSR: Dominik Hašek – Mojmír Božík, Jaroslav Benák, Antonín Stavjaňa, Bedřich Ščerban, Luděk Čajka, Miloslav Hořava – David Volek, Jiří Hrdina, Jiří Doležal – Jiří Šejba, Dušan Pašek, František Černý – Petr Rosol, Vladimír Růžička, Igor Liba – Libor Dolana, Jiří Kučera, Petr Vlk.
SRN: Helmut de Raaf – Udo Kießling, Andreas Niederberger, Harald Kreis, Horst-Peter Kretschmer, Dieter Medicus, Manfred Schuster – Helmut Steiger, Gerd Truntschka, Georg Franz – Manfred Ahne, Ernst Höfner, Axel Kammerer – Georg Holzmann, Manfred Wolf, Daniel Held – Dieter Hegen.
 Kanada –  Finsko 	7:2 (3:0, 2:1, 2:1)
26. dubna 1987 (16:00) – Vídeň (Wiener Stadthalle)

Branky Kanady: 4:05 Dan Quinn, 6:21 Kevin Dineen, 10:47 Kevin Dineen, 25:42 Kirk Muller, 35:23 Dino Ciccarelli, 44:29 Troy Murray, 54:28 Keith Acton.

Branky Finska: 38:28 Teppo Numminen, 40:31 Pekka Järvelä.

Rozhodčí: Nikolaj Morozov (URS) – Uwe von de Fenn (FRG), Sven-Olof Lundström (SWE)

Vyloučení: 5:4 (1:1)

Diváků: 8 000
 SSSR –  Švédsko 	4:2 (1:1, 2:1, 1:0)
26. dubna 1987 (19:30) – Vídeň (Wiener Stadthalle)

Branky SSSR: 11:56 Sergej Starikov, 20:46 Vladimir Krutov, 34:18 Sergej Světlov, 59:33 Sergej Makarov.

Branky Švédska: 5:36 Anders Carlsson, 29:03 Anders Carlsson.

Rozhodčí: Charlie Banfield (CAN) – Bernhard Kunz (SUI), Lasse Vanhanen (FIN)

Vyloučení: 7:8 (2:1) + Michail Vasiljev na 5 min.

Diváků: 7 000
 SRN –  Švýcarsko	4:3 (1:1, 2:2, 1:0)
27. dubna 1987 (16:00) – Vídeň (Wiener Stadthalle)

Branky SRN: 2:31 Udo Kießling, 25:00 Dieter Hegen, 28:06 Roy Rödger, 41:16 Helmut Steiger.

Branky Švýcarska: 14:56 Gaetan Boucher, 22:34 Alfred Lüthi, 25:10 Manuele Celio.

Rozhodčí: Ulf Lindgren (SWE) – Miroslav Lipina (TCH), Kirill Gerasimov (URS)

Vyloučení: 4:4 (1:0, 1:0)

Diváků: 6 500
 Československo -  USA 	4:2 (0:1, 2:0, 2:1) - 4:0 kontumačně
27. dubna 1987 (19:30) – Vídeň (Wiener Stadthalle)

Branky a nahrávky Československa: 26:30 Jiří Hrdina, 35:56 Jiří Hrdina (Miloslav Hořava, David Volek), 51:47 Dušan Pašek (Rostislav Vlach), 59:53 Dušan Pašek.

Branky a nahrávky USA: 6:50 Craig Janney (Scott Young, Kevin Stevens), 58:54 Mark Johnson (Eddie Olczyk, Tony Granato).

Rozhodčí: Bogdan Tyszkiewicz (POL) – Uwe von de Fenn (FRG), Sven-Olof Lundström (SWE)

Vyloučení: 9:11 (1:1) + Gord Roberts na 10 min.

Diváků: 1 500
ČSSR: Jaromír Šindel – Mojmír Božík, Jaroslav Benák, Antonín Stavjaňa, Bedřich Ščerban, Luděk Čajka, Miloslav Hořava – Jiří Šejba, Dušan Pašek, František Černý – Libor Dolana, Jiří Kučera, Petr Vlk – Jiří Hrdina, Vladimír Růžička, Igor Liba – David Volek, Rostislav Vlach, Jiří Doležal.
USA: John Vanbiesbrouck – Brian Leetch, Gord Roberts, Ron Wilson, Jim Johnson, Tom Kurvers, Craig Wolanin – Eddie Olczyk, Mark Johnson, Bob Brooke – Bryan Erickson, Jimmy Carson, Aaron Broten – Brian Lawton, Tony Granato, Bobby Carpenter – Kevin Stevens, Craig Janney, Scott Young.

### Finále
|    |         | SWE | URS | TCH | CAN | V | R | P | Skóre | B |
| 1. | Švédsko | *** | 2:2 | 3:3 | 9:0 | 1 | 2 | 0 | 14:5  | 4 |
| 2. | SSSR    | 2:2 | *** | 2:1 | 0:0 | 1 | 2 | 0 | 4:3   | 4 |
| 3. | ČSSR    | 3:3 | 1:2 | *** | 4:2 | 1 | 1 | 1 | 8:7   | 3 |
| 4. | Kanada  | 0:9 | 0:0 | 2:4 | *** | 0 | 1 | 2 | 2:13  | 1 |

 SSSR –  Kanada 	0:0
29. dubna 1987 (16:00) – Vídeň (Wiener Stadthalle)

Rozhodčí: Ulf Lindgren (SWE) – Uwe von de Fenn (FRG), Sven-Olof Lindström (SWE)

Vyloučení: 4:4

Diváků: 9 500
SSSR: Bělošejkin – Kasatonov, Fetisov, Starikov, Stělnov, Gusarov, Pervuchin – Makarov, Larionov, Krutov – Chomutov, Bykov, Kamenskij – Světlov, Semjonov, Prjachin – Vasiljev, Semak, Chmyljov.
Kanada: Froese – Hartsburg, Zalapski, Patrick, Bodger, Murphy, Driver – Dinnen, Acton, Graham – Bellows, Pederson, Tanti – Foligno, Muller, Quinn – Ciccarelli, Murray, Secord.
 Československo -  Švédsko 	3:3 (3:1, 0:1, 0:1)
29. dubna 1987 (19:30) – Vídeň (Wiener Stadthalle)

Branky a nahrávky Československa: 2:11 Petr Rosol (Vladimír Růžička, Igor Liba), 5:36 Libor Dolana (Petr Vlk), 19:46 Dušan Pašek (Jiří Šejba, František Černý).

Branky a nahrávky Švédska: 9:44 Håkan Loob (Bengt-Åke Gustafsson), 20:12 Håkan Loob (Tommy Albelin, Tomas Sandström), 59:21 Håkan Loob (Bengt-Åke Gustafsson).

Rozhodčí: Charlie Banfield (CAN) – Lasse Vanhanen (FIN), Bernhard Kunz (SUI)

Vyloučení: 9:7 (1:1)

Diváků: 9 000
ČSSR: Dominik Hašek – Mojmír Božík, Jaroslav Benák, Drahomír Kadlec, Bedřich Ščerban, Luděk Čajka, Miloslav Hořava – David Volek, Jiří Hrdina, Jiří Doležal – Jiří Šejba, Dušan Pašek, František Černý – Petr Rosol, Vladimír Růžička, Igor Liba – Libor Dolana, Jiří Kučera, Petr Vlk.
Švédsko: Åke Lilljebjörn – Tommy Albelin, Anders Eldebrink, Lars Karlsson, Peter Andersson, Robert Nordmark, Mats Kihlström – Bengt-Åke Gustafsson, Tomas Sandström, Håkan Loob – Thom Eklund, Thomas Rundqvist, Matti Pauna – Jonas Bergqvist, Anders Carlsson, Håkan Södergren – Peter Sundström, Lars Molin, Mikael Andersson.
 Československo -  Kanada 	4:2 (2:1, 0:1, 2:0)
1. května 1987 (16:00) – Vídeň (Wiener Stadthalle)

Branky a nahrávky Československa: 4:12 David Volek (Jiří Doležal), 10:58 Jiří Doležal, 45:19 Petr Rosol (Liba), 47:55 Dušan Pašek (Jaroslav Benák, Drahomír Kadlec).

Branky a nahrávky Kanady: 6:27 Larry Murphy (Craig Hartsburg), 34:58 Keith Acton (Larry Murphy, Kevin Dineen).

Rozhodčí: Nikolaj Morozov (URS) – Sven-Olof Lundström (SWE), Uwe von de Fenn (FRG)

Vyloučení: 5:8 (1:1, 1:0) + Mike Foligno na 10 min a do konce utkání.

Diváků: 9 500
ČSSR: Dominik Hašek – Drahomír Kadlec, Jaroslav Benák, Antonín Stavjaňa, Bedřich Ščerban, Luděk Čajka, Miloslav Hořava – David Volek, Jiří Hrdina, Jiří Doležal – Jiří Šejba, Dušan Pašek, František Černý – Petr Rosol, Vladimír Růžička, Igor Liba – Libor Dolana, Jiří Kučera, Petr Vlk.
Kanada: Robert Glenn Froese – Craig Hartsburg, Zarley Zalapski, James Patrick, Doug Bodger, Larry Murphy, Bruce Driver – Brian Bellows, Barry Pederson, Tony Tanti – Mike Foligno, Kirk Muller, Dan Quinn – Kevin Dineen, Keith Acton, Dirk Graham – Dino Ciccarelli, Troy Murray, Al Secord.
 SSSR –  Švédsko 	2:2 (1:1, 0:0, 1:1)
1. května 1987 (19:30) – Vídeň (Wiener Stadthalle)

Branky SSSR: 8:24 Vladimir Krutov, 50:46 Vladimir Krutov.

Branky Švédska: 13:16 Anders Eldebrink, 58:39 Thomas Sandström.

Rozhodčí: Vladimír Šubrt (TCH) – Lasse Vanhanen (FIN), Bernhard Kunz (SUI)

Vyloučení: 6:6 (1:0)

Diváků: 9 500
SSSR: Bělošejkin – Kasatonov, Fetisov, Starikov, Stělnov, Gusarov, Pervuchin – Makarov, Larionov, Krutov – Chomutov, Bykov, Kamenskij – Světlov, Semjonov, Prjachin – Vasiljev, Semak, Chmyljov.
Švédsko: Lindmark – Svensson, Kihlström, Karlsson, Peter Andersson, Albelin, Eldebrink – Eklund, Rundqvist, Pauna – Sundström, Molin, Mikael Andersson – Loob, Sandström, Gustafsson – Bergqvist, Carlsson, Södergren.
 Švédsko –  Kanada 	9:0 (3:0, 2:0, 4:0)
3. května 1987 (13:00) – Vídeň (Wiener Stadthalle)

Branky Švédska: 11:38 Thomas Rundqvist, 16:48 Mikael Andersson, 17:42 Anders Eldebrink, 27:19 Lars Gunnar Pettersson, 34:40 Bengt Åke Gustafsson, 46:03 Håkan Loob, 50:33 Lars Molin, 52:01 Thomas Sandström, 59:00 Anders Carlsson.

Rozhodčí: Brian Hart (USA) – Lasse Vanhanen (FIN), Bernhard Kunz (SUI)

Vyloučení: 11:13 (2:0)

Diváků: 9 500
Švédsko: Lindmark – Albelin, Eldebrink, Karlsson, Peter Andersson, Nordmark, Kihlström – Sandström, Gustafsson, Loob – Eklund, Rundqvist, Pettersson – Bergqvist, Carlsson, Södergren – Sundström, Molin, Mikael Andersson.
Kanada: Froese – Hartsburg, Zalapski, Patrick, Bodger, Murphy, Driver – Dinnen, Acton, Muller – Bellows, Pederson, Tanti – Foligno, Quinn, Secord – Ciccarelli, Murray.
 Československo -  SSSR 	1:2 (1:0, 0:0, 0:2)
3. května 1987 (17:00) – Vídeň (Wiener Stadthalle)

Branky a nahrávky Československa: 9:41 Antonín Stavjaňa (Miloslav Hořava, Petr Rosol).

Branky a nahrávky SSSR: 52:43 Vladimir Krutov (Vjačeslav Bykov, Andrej Chomutov), 54:58 Igor Stělnov (Vjačeslav Bykov).

Rozhodčí: Jarmo Jalarvo (FIN) – Sven-Olof Lundström (SWE), Uwe von de Fenn (FRG)

Vyloučení: 6:5 (1:1)

Diváků: 9 500
ČSSR: Dominik Hašek – Drahomír Kadlec, Jaroslav Benák, Antonín Stavjaňa, Bedřich Ščerban, Luděk Čajka, Miloslav Hořava – Libor Dolana, Jiří Kučera, Petr Vlk – David Volek, Jiří Hrdina, Jiří Doležal – Petr Rosol, Vladimír Růžička, Igor Liba – Jiří Šejba, Dušan Pašek, František Černý.
SSSR: Jevgenij Bělošejkin – Alexej Kasatonov, Vjačeslav Fetisov, Sergej Starikov, Igor Stělnov, Alexej Gusarov, Vasilij Pěrvuchin – Sergej Makarov, Igor Larionov, Vladimir Krutov – Andrej Chomutov, Vjačeslav Bykov, Valerij Kamenskij – Sergej Světlov, Anatolij Semjonov, Sergej Prjachin – Michail Vasiljev, Alexandr Semak, Jurij Chmylov.

### O 5. - 8. místo
|    |           | FIN | GER | USA | SUI | V | R | P  | Skóre | B  |
| 5. | Finsko    | *** | 2:2 | 6:4 | 7:4 | 5 | 1 | 4  | 32:34 | 11 |
| 6. | SRN       | 2:2 | *** | 3:6 | 8:1 | 4 | 1 | 5  | 31:37 | 9  |
| 7. | USA       | 4:6 | 6:3 | *** | 7:4 | 4 | 0 | 6  | 36:49 | 8  |
| 8. | Švýcarsko | 4:7 | 1:8 | 4:7 | *** | 0 | 0 | 10 | 26:71 | 0  |

- Utkání ze základní části se započítávala.

 SRN	–  Švýcarsko	8:1 (4:0, 2:0, 2:1)
28. dubna 1987 (16:00) – Vídeň (Wiener Stadthalle)

Branky SRN: 0:29 Gerd Truntschka, 3:25 Dieter Hegen, 8:28 Dieter Hegen, 13:44 Roy Rödger, 31:47 Helmut Steiger, 39:29 Manfred Ahne, 43:19 Roy Roedger, 58:49 Dieter Hegen.

Branky Švýcarska: 54:40 Bruno Rogger.

Rozhodčí: Nikolaj Morozov (URS) – Kirill Gerasimov (URS), Karl Korentschnig (AUT)

Vyloučení: 5:7 (2:0, 1:0) + Gerd Truntschka, Ernst Höfner, Patrice Brasey, Sandro Bertaggia na 5 min.

Diváků: 3 000
 Finsko –  USA 	6:4 (1:2, 4:2, 1:0)
28. dubna 1987 (19:30) – Vídeň (Wiener Stadthalle)

Branky Finska: 4:19 Raimo Summanen, 22:03 Risto Kurkinen, 29:34 Jari Torkki, 29:51 Teppo Numminen, 31:32 Reijo Mikkolainen, 59:41 Kari Jalonen.

Branky USA: 2:18 Tony Granato, 12:24 Tom Kurvers, 34:56 Brian Leetch, 38:21 Brian Lawton.

Rozhodčí: Vladimír Šubrt – Miroslav Lipina (TCH), Igor Prusov (URS)

Vyloučení: 7:7 + Janne Ojanen na 5 min.

Diváků: 2 000
 Finsko –  Švýcarsko	7:4 (1:1, 4:3, 2:0)
30. dubna 1987 (16:00) – Vídeň (Wiener Stadthalle)

Branky Finska: 15:41 Risto Kurkinen, 23:23 Jari Torkki, 30:09 Pekka Järvelä, 30:31 Timo Susi, 39:44 Teppo Numminen, 46:00 Iiro Järvi, 47:22 Jari Torkki.

Branky Švýcarska: 13:30 Pietro Cunti, 26:06 Peter Jaks, 26:19 Alfred Lüthi, 38:16 Roman Wäger.

Rozhodčí: Brian Hart (USA) – Kirill Gerasimov (URS), Michael Hausner (AUT)

Vyloučení: 4:5

Diváků: 3 000
 USA –  SRN		6:3 (2:1, 2:1, 2:1)
30. dubna 1987 (19:30) – Vídeň (Wiener Stadthalle)

Branky USA: 1:47 Aaron Broten, 17:56 Brian Lawton, 25:22 Brian Erickson, 26:13 Aaron Broten, 44:09 Bobby Carpenter, 50:14 Edward Olczyk.

Branky SRN: 5:15 Gerd Truntschka, 23:00 Helmut Steiger, 55:24 Roy Roedger.

Rozhodčí: Vladimír Šubrt – Miroslav Lipina (TCH), Igor Prusov (URS)

Vyloučení: 11:5 (1:0, 1:0) + Tom Kurvers a Horst-Peter Kretschmer na 5 min.

Diváků: 4 000
 USA –  Švýcarsko	7:4 (2:0, 2:3, 3:1)
2. května 1987 (16:00) – Vídeň (Wiener Stadthalle)

Branky USA: 7:22 Bob Brooke, 14:58 Aaron Broten, 30:33 Mark Johnson, 39:24 Bob Brooke, 47:17 Brian Leetch, 48:39 Edward Olczyk, 53:52 Edward Olczyk.

Branky Švýcarska: 21:17 Andreas Ritsch, 24:48 Andreas Ritsch, 34:15 Marco Müller, 49:24 Peter Schlagenhauf.

Rozhodčí: Jarmo Jalarvo (FIN) – Michael Hausner, Karl Korentschnig (AUT)

Vyloučení: 5:3 (2:0) + Gord Roberts a Jörg Eberle na 5 min.

Diváků: 2 500
 SRN –  Finsko 	2:2 (2:1, 0:1, 0:0)	
2. května 1987 (19:30) – Vídeň (Wiener Stadthalle)

Branky SRN: 12:01 Dieter Hegen, 14:11 Dieter Hegen.

Branky Finska: 13:26 Janne Ojanen, 23:04 Timo Susi.

Rozhodčí: Charlie Banfield (CAN) – Miroslav Lipina (TCH), Igor Prusov (URS)

Vyloučení: 8:7 (1:1)

Diváků: 8 000

### Mistrovství Evropy
|    |           | URS  | TCH | FIN  | SWE | GER | SUI  | V | R | P | Skóre | B  |
| 1. | SSSR      | ***  | 6:1 | 4:2  | 7:0 | 4:0 | 13:5 | 5 | 0 | 0 | 34:8  | 10 |
| 2. | ČSSR      | 1:6  | *** | 3:2  | 5:2 | 5:2 | 5:2  | 4 | 0 | 1 | 19:14 | 8  |
| 3. | Finsko    | 0:4  | 2:5 | ***  | 4:1 | 1:3 | 3:2  | 2 | 0 | 3 | 10:15 | 4  |
| 4. | Švédsko   | 2:4  | 2:3 | 1:4  | *** | 3:0 | 12:1 | 2 | 0 | 3 | 20:12 | 4  |
| 5. | SRN       | 0:7  | 2:5 | 3:1  | 0:3 | *** | 4:3  | 2 | 0 | 3 | 9:19  | 4  |
| 6. | Švýcarsko | 5:13 | 2:5 | 1:12 | 3:4 | 2:3 | ***  | 0 | 0 | 5 | 13:37 | 0  |

- O pořadí na 3. - 5. místě rozhodla minitabulka vzájemných utkání mezi Finskem, Švédskem a Německem.

## Statistiky

### Nejlepší hráči podle direktoriátu IIHF
| Brankář | Dominik Hašek   |
| Obránce | Craig Hartsburg |
| Útočník | Vladimir Krutov |

### All Stars
| Brankář         | Dominik Hašek     |
| Levý obránce    | Vjačeslav Fetisov |
| Pravý obránce   | Udo Kießling      |
| Levé křídlo     | Vladimir Krutov   |
| Střední útočník | Gerd Truntschka   |
| Pravé křídlo    | Sergej Makarov    |

### Kanadské bodování
| Poř. | Kanadské bodování    | Branky | Přihrávky | Body |
| ---- | -------------------- | ------ | --------- | ---- |
| 1.   | Vladimir Krutov      | 11     | 4         | 15   |
| 2.   | Sergej Makarov       | 4      | 10        | 14   |
| 3.   | Igor Larionov        | 4      | 8         | 12   |
| 4.   | Aaron Broten         | 5      | 6         | 11   |
| 4.   | Vjačeslav Bykov      | 5      | 6         | 11   |
| 6.   | Gerd Truntschka      | 3      | 8         | 11   |
| 6.   | Bengt Ake Gustafsson | 3      | 8         | 11   |
| 8.   | Helmut Steiger       | 5      | 5         | 10   |
| 9.   | Thomas Sandström     | 4      | 6         | 10   |
| 10.  | Vjačeslav Fetisov    | 2      | 8         | 10   |

### Soupiska Švédska
1.  Švédsko

Brankáři: Peter Lindmark, Åke Lilljebjörn, Anders Bergman.

Obránci: Anders Eldebrink, Tommy Albelin, Mats Kihlström, Lars Karlsson, Peter Andersson, Magnus Svensson, Robert Nordmark.

Útočníci: Thom Eklund, Anders Carlsson, Lars-Gunnar Pettersson, Tomas Sandström, Lars Molin, Mikael Andersson, Jonas Bergkvist, Thomas Rundqvist, Matti Pauna, Håkan Södergren, Peter Sundström, Bengt-Åke Gustafsson, Håkan Loob.

Trenér: Tommy Sandlin, Curt Lindström.

### Soupiska SSSR
2.  SSSR

Brankáři: Jevgenij Bělošejkin, Sergej Mylnikov, Vitālijs Samoilovs.

Obránci: Alexej Kasatonov, Vjačeslav Fetisov, Igor Stělnov, Sergej Starikov, Alexej Gusarov, Vasilij Pěrvuchin, Michail Tatarinov, Zinetula Biljaletdinov.

Útočníci: Sergej Makarov, Igor Larionov, Vladimir Krutov, Andrej Chomutov, Vjačeslav Bykov, Valerij Kamenskij, Sergej Světlov, Anatolij Semjonov, Sergej Prjachin, Michail Vasiljev, Alexandr Semak, Jurij Chmylov.

Trenéři: Viktor Tichonov, Vladimir Jurzinov.

### Soupiska Československa
3.  Československo

Brankáři: Dominik Hašek, Jaromír Šindel, Karel Lang.

Obránci: Mojmír Božík, Jaroslav Benák, Luděk Čajka, Miloslav Hořava, Antonín Stavjaňa, Bedřich Ščerban, Drahomír Kadlec.

Útočníci: David Volek, Jiří Hrdina, Jiří Doležal, Jiří Šejba,  – Dušan Pašek, František Černý, Petr Rosol, Vladimír Růžička, Igor Liba, Libor Dolana, Jiří Kučera, Petr Vlk, Rostislav Vlach.

Trenéři: Ján Starší, František Pospíšil.

### Soupiska Kanady
4.  Kanada

Brankáři: Bob Froese, Sean Burke, Pat Riggin.

Obránci: Scott Stevens, Bruce Driver, Doug Bodger, Craig Hartsburg, Zarley Zalapski, Larry Murphy, James Patrick, Bob Rouse.

Útočníci: Barry Pederson, Tony Tanti, Dan Quinn, Keith Acton, Troy Murray, Mike Foligno, Dino Ciccarelli, Al Secord, Dirk Graham, Brian Bellows, Kirk Muller, Kevin Dineen.

Trenér: Dave King.

### Soupiska Finska
5.  Finsko

Brankáři: Hannu Kampuri, Jarmo Myllys, Jukka Tammi.

Obránci: Pekka Laksola, Teppo Numminen, Timo Jutila, Jukka Virtanen, Arto Ruotanen, Jarmo Kuusisto, Hannu Virta.

Útočníci: Jari Torkki, Pekka Järvelä, Risto Kurkinen, Petri Skriko, Risto Jalo, Raimo Summanen, Reijo Mikkolainen, Janne Ojanen, Timo Susi, Kari Jalonen, Christian Ruuttu, Jukka Seppo, Iiro Järvi.

Trenér: Rauno Korpi.

### Soupiska SRN
6.  SRN

Brankáři: Helmut de Raaf, Karl Friesen, Josef Schlickenrieder.

Obránci: Udo Kießling, Andreas Niederberger, Harold Kreis, Horst-Peter Kretschmer, Dieter Medicus, Manfred Schuster, Joachim Reil.

Útočníci: Helmut Steiger, Gerd Truntschka, Georg Franz, Manfred Ahne, Ernst Höfner, Axel Kammerer, Georg Holzmann, Daniel Held, Manfred Wolf, Dieter Hegen, Miroslav Sikora, Marcus Kuhl, Roy Roedger.

Trenér: Xaver Unsinn.

### Soupiska USA
7.  USA

Brankáři: John Vanbiesbrouck, Mike Richter, Chris Terreri.

Obránci: Brian Leetch, Jim Johnson, Tom Kurvers, Craig Wolanin, Ron Wilson, Gordie Roberts.

Útočníci: Mark Johnson, Kevin Stevens, Brian Lawton, Bobby Carpenter, Bob Brooke, Jimmy Carson, Aaron Broten, Craig Janney, Tony Granato, Bryan Erickson, Eddie Olczyk, Clark Donatelli, Scott Young, Lane McDonald.

Trenér: Dave Peterson.

### Soupiska Švýcarska
8.  Švýcarsko

Brankáři: Olivier Anken, Richard Bucher, Renato Tosio.

Obránci: Andreas Ritsch, Bruno Rogger, Jakob Kölliker, Fausto Mazzoleni, Eduard Rauch, Marco Müller, Sandro Bertaggia, Patrice Brasey.

Útočníci: Jörg Eberle, Alfred Lüthi, Thomas Vrabec, Peter Jaks, Gaetan Boucher, Reto Dekumbis, Manuele Celio, Pietro Cunti, Roman Wäger, Gil Montandon, Peter Schlagenhauf, Thomas Müller.

Trenér: Simon Schenk.

### Rozhodčí
| Hlavní - Charles Banfield - Jarmo Jalarvo - Jurij Karandin - Vladimír Šubrt - Bogdan Tyszkiewicz - Brian Hart - Ulf Lindgren - Nikolaj Morozov | Čárový - Uve von de Fenn - Kirill Gerasimov - Miroslav Lipina - Sven Olaf Lundström - Igor Prusov - Lasse Vanhanen - Michael Hausner - Karl Korentschnig - Bernhard Kunz |

## MS Skupina B
|    |            | POL  | NOR | AUT  | FRA  | GDR | ITA | NED | CHN  | V | R | P | Skóre | B  |
| 1. | Polsko     | ***  | 5:1 | 6:4  | 6:2  | 1:2 | 4:2 | 3:0 | 14:0 | 6 | 0 | 1 | 39:11 | 12 |
| 2. | Norsko     | 1:5  | *** | 5:3  | 5:5  | 6:2 | 5:4 | 7:4 | 4:2  | 5 | 1 | 1 | 33:25 | 11 |
| 3. | Rakousko   | 4:6  | 3:5 | ***  | 6:5  | 7:3 | 4:1 | 6:4 | 11:3 | 5 | 0 | 2 | 41:27 | 10 |
| 4. | Francie    | 2:6  | 5:5 | 5:6  | ***  | 5:2 | 3:1 | 5:3 | 12:3 | 4 | 1 | 2 | 37:26 | 9  |
| 5. | NDR        | 2:1  | 2:6 | 3:7  | 2:5  | *** | 5:5 | 6:6 | 5:1  | 2 | 2 | 3 | 25:31 | 6  |
| 6. | Itálie     | 2:4  | 4:5 | 1:4  | 1:3  | 5:5 | *** | 8:6 | 7:3  | 2 | 1 | 4 | 28:30 | 5  |
| 7. | Nizozemsko | 0:3  | 4:7 | 4:6  | 3:5  | 6:6 | 6:8 | *** | 7:2  | 1 | 1 | 5 | 30:37 | 3  |
| 8. | Čína       | 0:14 | 2:4 | 3:11 | 3:12 | 1:5 | 3:7 | 2:7 | ***  | 0 | 0 | 7 | 14:60 | 0  |

 Francie -  Norsko 5:5 (2:2, 2:1, 1:2)
26. března 1987 – Canazei
 Itálie -  Čína 7:3 (3:2, 3:1, 1:0)
26. března 1987 – Canazei
 Rakousko -  Francie 6:5 (4:1, 1:1, 1:3)
27. března 1987 – Canazei
 Polsko -  Čína 14:0 (4:0, 4:0, 6:0)
27. března 1987 – Canazei
 NDR -  Nizozemsko 6:6 (2:1, 3:4, 1:1)
27. března 1987 – Canazei
 Norsko -  NDR 6:2 (3:0, 0:1, 3:1)
28. března 1987 – Canazei
 Nizozemsko -  Itálie 6:8 (1:3, 3:2, 2:3)
28. března 1987 – Canazei
 Polsko -  Norsko 5:1 (1:0, 1:1, 3:0)
29. března 1987 – Canazei
 Čína -  Rakousko 3:11 (1:3, 1:2, 1:6)
29. března 1987 – Canazei
 Francie -  Itálie 3:1 (0:0, 0:1, 3:0)
29. března 1987 – Canazei
 Rakousko -  Nizozemsko 6:4 (1:2, 3:1, 2:1)
30. března 1987 – Canazei
 NDR -  Polsko 2:1 (1:0, 0:0, 1:1)
30. března 1987 – Canazei
 Čína -  Norsko 2:4 (1:2, 0:1, 1:1)
31. března 1987 – Canazei
 Nizozemsko -  Francie 3:5 (2:2, 1:1, 0:2)
31. března 1987 – Canazei
 Itálie -  NDR 5:5 (4:3, 0:0, 1:2)
31. března 1987 – Canazei
 Polsko -  Francie 6:2 (3:1, 1:1, 2:0)
1. dubna 1987 – Canazei
 Rakousko -  Norsko 3:5 (2:1, 0:3, 1:1)
1. dubna 1987 – Canazei
 Nizozemsko -  Polsko 0:3 (0:0, 0:1, 0:2)
2. dubna 1987 – Canazei
 NDR -  Čína 5:1 (1:1, 2:0, 2:0)
2. dubna 1987 – Canazei
 Itálie -  Rakousko 1:4 (1:0, 0:3, 0:1)
2. dubna 1987 – Canazei
 NDR -  Francie 2:5 (2:0, 0:2, 0:3)
3. dubna 1987 – Canazei
 Norsko -  Nizozemsko 7:4 (4:0, 2:1, 1:3)
3. dubna 1987 – Canazei
 Francie -  Čína 12:3 (3:1, 6:0, 3:2)
4. dubna 1987 – Canazei
 Polsko -  Rakousko 6:4 (1:4, 1:0, 4:0)
4. dubna 1987 – Canazei
 Norsko -  Itálie 5:4 (1:1, 2:1, 2:2)
4. dubna 1987 – Canazei
 Čína -  Nizozemsko 2:7 (0:3, 0:4, 2:0)
5. dubna 1987 – Canazei
 Rakousko -  NDR 7:3 (5:2, 1:1, 1:0)
5. dubna 1987 – Canazei
 Itálie -  Polsko 2:4 (0:1, 0:3, 2:0)
5. dubna 1987 – Canazei

## MS Skupina C
|    |            | JPN  | DEN  | ROM  | YUG  | HUN | PRK | BUL  | BEL  | V | R | P | Skóre | B  |
| 1. | Japonsko   | ***  | 6:0  | 3:5  | 5:5  | 3:1 | 9:0 | 11:2 | 24:0 | 5 | 1 | 1 | 61:13 | 11 |
| 2. | Dánsko     | 0:6  | ***  | 8:2  | 6:6  | 6:4 | 9:1 | 10:3 | 8:1  | 5 | 1 | 1 | 47:23 | 11 |
| 3. | Rumunsko   | 5:3  | 2:8  | ***  | 4:4  | 4:2 | 7:1 | 7:3  | 19:1 | 5 | 1 | 1 | 48:22 | 11 |
| 4. | Jugoslávie | 5:5  | 6:6  | 4:4  | ***  | 6:2 | 8:2 | 3:3  | 28:1 | 3 | 4 | 0 | 60:23 | 10 |
| 5. | Maďarsko   | 1:3  | 4:6  | 2:4  | 2:6  | *** | 9:3 | 6:2  | 9:4  | 3 | 0 | 4 | 33:28 | 6  |
| 6. | KLDR       | 0:9  | 1:9  | 1:7  | 2:8  | 3:9 | *** | 3:2  | 3:1  | 2 | 0 | 5 | 13:45 | 4  |
| 7. | Bulharsko  | 2:11 | 3:10 | 3:7  | 3:3  | 2:6 | 2:3 | ***  | 6:0  | 1 | 1 | 5 | 21:40 | 3  |
| 8. | Belgie     | 0:24 | 1:8  | 1:19 | 1:28 | 4:9 | 1:3 | 0:6  | ***  | 0 | 0 | 7 | 8:97  | 0  |

- Belgie se zúčastnila MS naposledy v roce 1978. Jako tehdy byla zařazena zpět do mistrovství světa skupiny C.

 Bulharsko -  Rumunsko 3:7 (1:0, 1:6, 1:1)
20. března 1987 – Herlev
 Japonsko -  Belgie 24:0 (9:0, 6:0, 9:0)
20. března 1987 – Hørsholm
 Jugoslávie -  Maďarsko 6:2 (2:1, 2:0,
2:1)
20. března 1987 – Herlev
 Dánsko -  KLDR 9:1 (4:1, 3:0, 2:0)
20. března 1987 – Hørsholm
 Japonsko -  Bulharsko 11:2 (2:0, 4:1, 5:1)
21. března 1987 – Hørsholm
 Rumunsko -  Belgie 19:1 (6:0, 9:1, 4:0)
21. března 1987 – Herlev
 KLDR -  Jugoslávie 2:8 (1:2, 1:4, 0:2)
22. března 1987 – Kodaň
 Maďarsko -  Dánsko 4:6 (4:0, 0:1, 0:5)
22. března 1987 – Kodaň
 Rumunsko -  Japonsko 5:3 (0:0,3:1,2:2)
23. března 1987 – Hørsholm
 Belgie -  Bulharsko 0:6 (0:3, 0:1, 0:2)
23. března 1987 – Herlev
 Maďarsko -  KLDR 9:3 (2:2, 3:1, 4:0)
23. března 1987 – Herlev
 Dánsko -  Jugoslávie 6:6 (0:2, 3:2, 3:2)
23. března 1987 – Hørsholm
 Rumunsko -  KLDR 7:1 (1:1, 3:0, 3:0)
25. března 1987 – Herlev
 Bulharsko -  Jugoslávie 3:3 (0:1, 1:1, 2:1)
25. března 1987 – Hørsholm
 Japonsko -  Maďarsko 3:1 (3:0, 0:1, 0:0)
25. března 1987 – Hørsholm
 Belgie -  Dánsko 1:8 (0:2, 1:4, 0:2)
25. března 1987 – Herlev
 Jugoslávie -  Japonsko 5:5 (1:2, 2:2, 2:1)
26. března 1987 – Herlev
 Maďarsko -  Belgie 9:4 (2:2, 2:1, 5:1)
26. března 1987 – Hørsholm
 KLDR -  Bulharsko 3:2 (0:0, 3:1, 0:1)
26. března 1987 – Hørsholm
 Rumunsko -  Dánsko 2:8 (0:1, 2:5, 0:2)
26. března 1987 – Herlev
 Rumunsko -  Maďarsko 4:2 (0:1, 2:0, 2:1)
28. března 1987 – Hørsholm
 Belgie -  Jugoslávie 1:28 (0:7, 0:11, 1:10)
28. března 1987 – Herlev
 Japonsko -  KLDR 9:0 (1:0, 6:0, 2:0)
28. března 1987 – Kodaň
 Bulharsko -  Dánsko 3:10 (1:3, 1:4, 1:3)
28. března 1987 – Kodaň
 KLDR -  Belgie 3:1 (0:0, 3:0, 0:1)
29. března 1987 – Kodaň
 Jugoslávie -  Rumunsko 4:4 (1:1, 2:2, 1:1)
29. března 1987 – Herlev
 Maďarsko -  Bulharsko 6:2 (2:1, 2:0, 2:1)
29. března 1987 – Hørsholm
 Dánsko -  Japonsko 0:6 (0:2, 0:1, 0:3)
29. března 1987 – Kodaň

## MS Skupina D
|    |             | AUS  | KOR  | NZL  | HNG  | V | R | P | Skóre  | B  |
| 1. | Austrálie   | ***  | 7:2  | 58:0 | 37:0 | 5 | 1 | 0 | 177:6  | 11 |
| 2. | Jižní Korea | 4:4  | ***  | 35:2 | 44:0 | 4 | 1 | 1 | 130:16 | 9  |
| 3. | Nový Zéland | 0:29 | 2:21 | ***  | 19:0 | 2 | 0 | 4 | 42:143 | 4  |
| 4. | Hongkong    | 0:42 | 1:24 | 0:19 | ***  | 0 | 0 | 6 | 1:185  | 0  |

- Hráno dvojkolově.

Tchaj-wan sehrál čtyři zápasy, které se nepočítaly do Mistrovství světa a byly brány jako exhibice. Prohrál 3:31 s Austrálií, 0:24 s Koreou, 1:12 s Novým Zélandem a remizoval 2:2 s Hongkongem.
 Austrálie -  Hongkong 37:0 (15:0, 10:0, 12:0)
13. března 1987 – Perth
 Jižní Korea -  Nový Zéland 35:2 (9:1, 11:1, 15:0)
13. března 1987 - Perth
 Austrálie -  Nový Zéland 58:0 (18:0, 20:0, 20:0)
14. března 1987 – Perth
 Hongkong -  Jižní Korea 0:44 (0:14, 0:10, 0:20)
14. března 1987 - Perth
 Nový Zéland -  Hongkong 19:0 (9:0, 5:0, 5:0)
15. března 1987 - Perth
 Jižní Korea -  Austrálie 2:7 (2:4, 0:1, 0:2)
15. března 1987 - Perth
 Hongkong -  Austrálie 0:42 (0:20, 0:9, 0:13)
17. března 1987 – Perth
 Nový Zéland -  Jižní Korea 2:21 (0:4, 0:8, 2:9)
17. března 1987 – Perth
 Jižní Korea -  Hongkong 24:1 (11:0, 8:0, 5:1)
18. března 1987 – Perth
 Nový Zéland -  Austrálie 0:29 (0:6, 0:10, 0:13)
18. března 1987 – Perth
 Hongkong -  Nový Zéland 0:19 (0:9, 0:4, 0:6)
20. března 1987 – Perth
 Austrálie -  Jižní Korea 4:4 (0:0, 3:2, 1:2)
20. března 1987 – Perth